# 秋田県道296号院内孫七山線
秋田県道296号院内孫七山線（あきたけんどう296ごう いんないまごしちやません）は、秋田県にかほ市から由利本荘市に至る一般県道である。

## 概要
にかほ市院内の秋田県道32号仁賀保矢島館合線交点から北上し、市境界付近から由利本荘市西目町孫七山間およそ4キロメートルは未舗装区間が続き、終点の秋田県道285号冬師西目線交点に至る。

### 路線データ
- 総延長 : 6.971 km[2]
- 実延長 : 6.971 km[2]
- 起点 : 秋田県にかほ市院内字冬師山1番（秋田県道32号仁賀保矢島館合線交点）[3]北緯39度15分55.72秒 東経140度0分27.14秒
- 終点 : 秋田県由利本荘市西目町西目字松の木台23番1（秋田県道285号冬師西目線交点）[3]北緯39度18分42.42秒 東経140度0分34.32秒
- 未供用区間 : なし[2]

## 歴史
- 1977年（昭和52年）3月19日 - 秋田県道に認定される[3]。

## 路線状況

### 冬期閉鎖区間
- 区間 : にかほ市院内 - 由利本荘市西目町孫七山[4]
  - 期日 : 11月中旬 - 翌年春[5]

### 交通不能区間
- なし[6]

## 地理

### 通過する自治体
- にかほ市 - 由利本荘市

### 交差する道路
| 施設名 | 接続路線名                   | 備考 | 所在地                         |
| ------ | ---------------------------- | ---- | ------------------------------ |
|        | 秋田県道32号仁賀保矢島館合線 | 起点 | にかほ市院内字冬師山           |
|        | 秋田県道285号冬師西目線      | 終点 | 由利本荘市西目町西目字松の木台 |

### 沿線の施設
- 望海の丘キャンプ場